# Namakwanus
Namakwanus là một chi bọ cánh cứng thuộc họ Scarabaeidae.